# 2025年印尼抗議運動
2025年印尼抗議運動（英語：2025 Indonesian protests）（又稱為「#IndonesiaGelap」示威，意為「黑暗印尼」）是印度尼西亚一系列由學生與民眾主導的反政府示威活動，於2025年2月17日由全印尼學生聯合會（BEM SI）發起，並獲得各大高校學生會響應。
全印學生聯合會的總協調人赫里安托（Herianto）表示，聯盟曾號召於2月17日至18日於全國各地發起抗議，並原擬於2月19日至20日在雅加達集會，惟後者取消。公民社會聯盟亦呼籲於2月21日週五禮拜後發起抗議行動。
根據全印學生聯合會總協調人赫里安托表示，聯盟號召於2月17日及18日全國展開抗議（雅加達場次取消），原擬於19日（取消）及20日集中於雅加達舉行大規模示威。公民社會聯盟亦於2月21日（週五）主麻日禮拜後號召全民走上街頭，參與「黑暗印尼」行動。根據BEM SI預估，約有5,000名學生參與此次抗議。他們並發出警告，若政府未正面回應訴求，抗議行動將持續升級。
第二波抗議於2025年3月展開，起因於印尼國民軍法（UU TNI）修法通過，允許現役軍人擔任更多文職職位，從原來的10個擴增至15個。大多數抗議行動集中於各地議會大樓前舉行，參與者多穿著黑衣，標誌性行動包括焚燒輪胎與與警方發生衝突。

## 背景

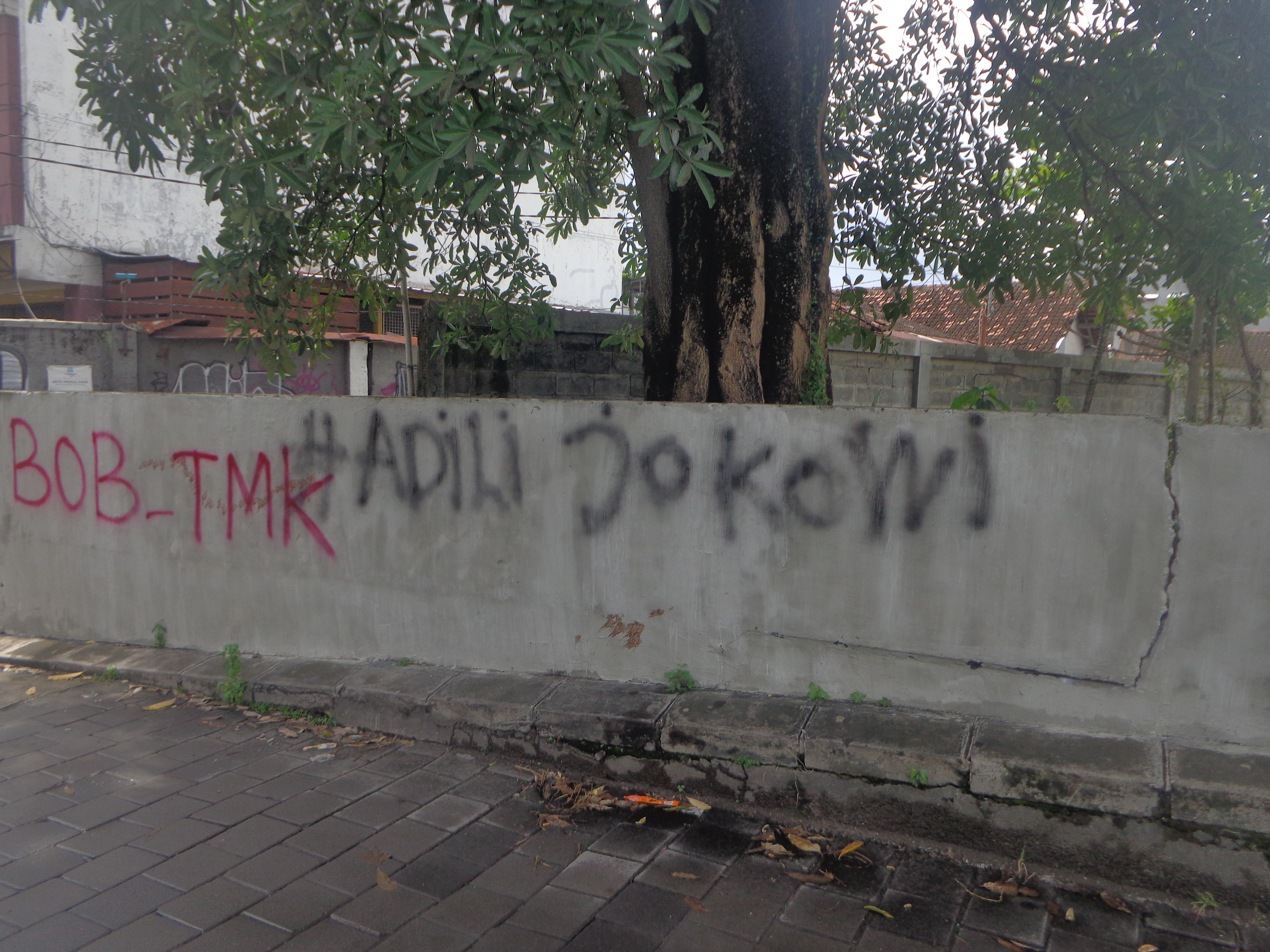
日惹市一處塗鴉「審判佐科威」，攝於2025年3月7日

### 二月抗議
本次抗議行動起因於總統普拉博沃·蘇比安托與副總統吉布蘭·拉卡布明·拉卡所提出的多項爭議政策，包括免費營養餐（MBG）計畫，以及2025年第1號總統指令，導致多項公共預算面臨削減，據稱是為了騰出資金推動該餐食計畫。「#IndonesiaGelap」一詞最初為社群平台X（原Twitter）上的熱門標籤，根據《Beautynesia》報導，該標籤於最初24小時內累積超過1,400萬則推文。根據BEM SI協調人薩特里亞·瑙法爾表示，該標籤象徵人民的恐懼、焦慮與艱困生活。
抗議行動源自於2025年2月14日梭羅市的反政府示威「審判佐科威」（Adili Jokowi），要求調查其任內問題。然而因突如其來的大雨，活動僅持續10分鐘後便解散。同時，爪哇多地出現「審判佐科威」塗鴉，日後多由地方政府清除。
知名音樂人伊萬·法爾斯批評該口號，質疑佐科威「到底犯了什麼錯」。民調機構KedaiKOPI創辦人亨德里·薩特里奧則認為，要求政府起訴佐科威難以實現。

### 三月抗議
2025年3月，抗議行動再次爆發，起因是印尼人民代表理事會（DPR）通過了印尼國民軍法（UU TNI）的修正案。修正案內容包括：
- 第三章：
  - 國軍從原本同時隸屬於總統與國防部，調整為僅隸屬於國防部。
- 第七章：
  - 非戰爭軍事行動（OMSP）任務由原本14項增加至16項，新增加的包括：網路攻擊防禦與保護海外印尼公民與國家利益。
- 第47章：
  - 國軍現役軍人得擔任的文職職位由原來的10個增加至15個，包括：國家災害應變署（BNPB）、邊境管理署（BNPP）、反恐局（BNPT）、海事安全局（Bakamla）與總檢察署（Kejagung）。原擬納入海洋與漁業部（KKP）於最終通過前被刪除。[25]
- 第53章：
  - 依職階不同，軍人退休年齡亦不同：
    - 下士與士兵：55歲
    - 軍官至上校：58歲
    - 一星將官：60歲
    - 二星將官：61歲
    - 三星將官：62歲
    - 四星將官：63歲，可由總統令延長兩次

2025年3月19日，DPR第一委員會與政府達成協議，隔日（20日）通過法案，並於3月20日正式生效。
該修法引發包括學界、民間社會等強烈批評，認為此舉可能重啟「雙重職能」（Dwifungsi ABRI）制度，並引發Change.org上撤回修法的連署請願，截至3月19日已有超過26,000人簽署。
同時，印尼社會對軍方形象也出現質疑。2025年3月17日，發生於楠榜省瓦伊卡南縣的鬥雞事件中，2名軍人向3名警察開槍致死，引發社會譁然。

## 訴求

### 第一階段：「#IndonesiaGelap」抗議
學生抗議運動常用此黑底金鷹圖示作為標誌，象徵性質類似於緊急警報系統（EAS），此圖原為2024年地方選舉抗議時所用（當時為藍底）。此圖亦延伸出P.E.N.T.O.L.運動（Bakso Pentol），代表六項訴求（該口號於2月4日即出現）：
- Polisi diberesin（整頓警察）
- Energi buat rakyat（能源應惠及人民）
- Naikkan taraf hidup rakyat（提升民眾生活水準）
- Tunaikan tukin untuk guru, ASN dan dosen（發放教師、公務員與講師津貼）
- Output MBG diperbaiki（修正免費營養餐計畫）
- Lawan mafia tanah dan lengserkan pejabat tolol（打擊土地黑幫，罷免愚蠢官員）

印尼大學生聯合會（BEM UI）於抗議期間提出以下5項訴求：

1. 撤銷2025年第1號總統指令，該政策被認為將危害人民。
2. 要求公開免費營養餐計畫的執行情況與預算。
3. 反對修訂礦業法與國軍「雙重職能」法。
4. 起訴並審判前總統佐科·維多多。
5. 通過資產沒收法案。

2025年2月17日，在雅加達示威期間，協調人巴加斯·維斯努代表學生宣讀以下13項訴求：

1. 提供免費、科學性且民主化的教育。
2. 實施真正的土地改革。
3. 反對修訂礦業法。
4. 廢除國軍雙重職能。
5. 通過原住民族權益法案。
6. 撤銷2025年第1號總統指令。
7. 全面評估免費營養餐計畫。
8. 發放講師津貼預算。
9. 通過資產沒收政府條例。
10. 反對修訂國軍、警察與司法法。
11. 精簡並改組內閣。
12. 反對修改DPR議事規則。
13. 整頓警察制度。

### 第二階段：「#TolakRUUTNI」抗議
第二波反對《國軍法修正案》（RUU TNI）的示威於2025年3月間在多個地區爆發，其中包括日惹與雅加達，時間集中在3月19日至20日。參與者包括學生、講師與公民社會組織，他們表達了對該法案可能削弱民主原則與文人至上制度的擔憂。
在日惹，來自日惹大學聯盟（包括日惹佳查瑪達大學與印尼伊斯蘭大學）的學生與講師提出以下5點訴求：

1. 要求政府與DPR取消該修正案，因其未經公開審議、倉促通過且忽視公共意見，違憲在先。
2. 要求政府與DPR堅守憲法，維持改革議程，捍衛文人至上與法律平等原則，拒絕國軍與警察雙重職能（Dwifungsi）。
3. 要求國軍與警察作為國家機構必須進行內部改革並提升專業性，以重建公信力。
4. 呼籲全國學術界共同維護民主與憲政，不偏離改革精神。
5. 鼓勵與支持公民社會積極監督政府與議會，維護改革議程。

2025年3月19日，特里薩克蒂大學學生於雅加達國會大門前舉行示威，反對國軍法修正案。他們向法律與人權部長蘇普拉特曼·安迪·阿格塔斯遞交4項主要訴求：

1. 全面拒絕國軍法修正案草案，該法案削弱文人至上原則，可能讓軍方重返政治與治理體系。
2. 要求撤除所有在任TNI／Polri（軍警）人員擔任文職，避免權力濫用與腐敗。
3. 實現真正的文人至上，停止忽視改革議程，讓軍方專注於國防職責。
4. 拒絕一切形式的文官政府軍事化，要求政府堅守民主與人權價值。

## 示威

### 雅加達

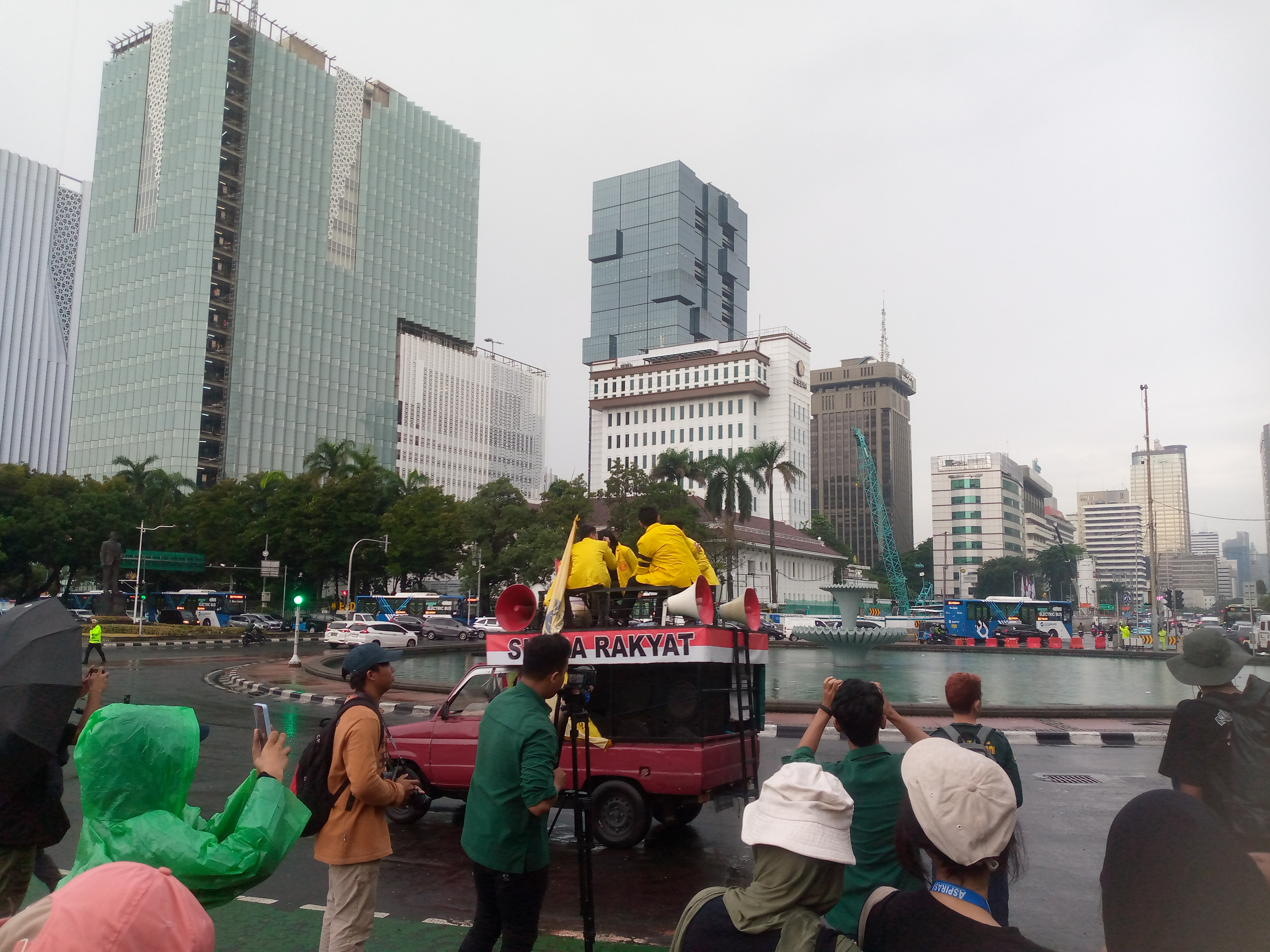
參與「黑暗印尼」示威的印尼大學學生

在首都雅加達，抗議活動自2025年2月17日於中區阿爾朱納雕像（俗稱「馬雕像」）開始，示威人潮蔓延至南梅達卡與西梅達卡大道，導致交通壅塞。數千名抗議者高喊「學生萬歲」（Hidup Mahasiswa），高舉標語如「氣候危機即民主危機」、「吃不飽也變笨」等。
印尼大學學生會（BEM UI）早前已通知學生著黑衣與校色黃夾克出席，以彰顯校園身分。
警方出動1,623名聯合人員維持秩序，並封鎖西梅達卡大道通往獨立宮的道路（僅允許Transjakarta公車通行）。
抗議者焚燒輪胎與多張海報，包括內閣秘書泰迪·英德拉·維賈雅的肖像照，亦有學生依口令脫下校服夾克以示不滿。
傍晚6點，警方呼籲民眾解散，但部分抗議者仍持續投擲水瓶、垃圾與木棍。

### 日惹
在日惹，名為「Jogja Memanggil 聯盟」的學生與公民團體發起了系列抗議活動。2025年2月20日，他們自阿布巴卡·阿里停車場出發，沿馬里奧波羅大道進行長征，最終抵達特區議會大樓。
抗議者身著黑衣，手持各式標語與橫幅，批評政府的經濟、教育、社會與政治政策，如「免費餐食、教育危機」、「RIP=印尼宗法制共和國」、「拒絕軍方廚房」、「拒絕國軍雙重職能」等。聯盟呼籲總統普拉博沃與副總統吉布朗下台，並解散紅白內閣，認為其無能且與人民脫節。
示威者於12:15抵達特區議會，焚燒輪胎，潑灑紅色液體至鐵門，並張貼「政府愚蠢」等標語。
中午12:44，隊伍續行至日惹總統行宮與市中心零公里地標（Titik Nol）。示威期間並發出總統下台要求，預估參與人數達1,000人。
抗議結束後，學生主動清理街道垃圾，警方與民眾亦一同協助。日惹警方透過官方帳號表達感謝，讚揚學生以和平理性方式表達訴求。
2025年3月11日，全聯盟再度發起「黑暗印尼 第二波」行動，主題為「Ruwat Ruweting Penguasa Durno」，象徵清除腐敗政權之惡。學生表達對Danantara戰略投資局的不滿，指其由多名閣員擔任領導，涉嫌違反部會法。同時也批評政府提高12%增值稅、削減非國防預算、石油短缺與腐敗監管失效。
2025年3月20日，在國軍法修正案通過當天，聯盟召集大規模示威，並於日惹特區議會議場前紮營過夜。群眾高舉抗議標語：「1312」、「ACAB」、「審判普拉博沃」、「反對軍警雙重職能」等，並焚燒垃圾、放煙火、朗誦詩歌、共享齋戒月開齋餐，展現團結與創意。
警方於午夜前要求解散，學生請求繼續留守至早晨遭拒，午夜12:40左右部署鎮暴部隊與水砲車強制驅散，並成功避免與另一批反對示威民眾發生衝突。議會秘書事後表示，議會建築為文化資產，將統計破壞損失，警方也持續戒備防止再度集會。

### 泗水
在泗水，學生群體發起「Ganyang Rezim Orde Prabogib」示威（意為「打倒普拉博沃—吉布朗新秩序政權」），並高喊「改革萬歲、人民萬歲、學生萬歲！」的口號。
示威者於泗水市議會前集結，焚燒輪胎，並張貼象徵「黑暗印尼緊急狀態」的黑底金鷹國徽圖樣，表達對政府政策的不滿。
2025年3月20日，泗水各大學學生再次走上街頭反對國軍法修正案。他們於市議會前發表聲明，指責政府開倒車，重啟軍方雙重職能，危害民主與人權。示威以和平方式進行，未傳出衝突。

### 馬朗
在馬朗，學生與公民團體組成「Aliansi Malang Melawan」（「馬朗反抗聯盟」）發起抗議。2025年2月21日，他們聚集於馬朗市議會，焚燒輪胎並高喊「推翻總統吉布朗！」、「審判佐科威！」、「打倒軍人幫派！」等激烈口號。
聯盟指控吉布朗當選過程違憲，批評政府削減教育與社會預算以推動免費營養餐計畫，並要求解散紅白內閣。他們亦呼籲軍方回營，不干預政治。
2025年3月20日，馬朗學生再次示威，譴責政府通過國軍法修正案。他們表示，該法案讓軍方正式進入政治與文官體系，是對1998年改革精神的背叛。抗議過程中，學生組成人鏈、朗讀抗議詩、發表演說，場面和平。

### 三寶瓏
在三寶瓏，學生與市民發起名為「Aliansi Semarang Melawan」（「三寶瓏反抗聯盟」）的聯合示威。2025年2月21日，群眾聚集於中爪哇省議會前，焚燒輪胎、張貼標語，並以音樂與戲劇形式表達抗議。
聯盟提出與全國一致的13項訴求，並強調省議會應作為人民代言人，將訴求轉達中央政府。警方派出上百人戒備，但未發生衝突。
2025年3月20日，學生再次示威，反對國軍法修正案，並譴責議會未聽取民意。他們高喊「還我文人政府」、「反對軍人治國」、「國會是人民的，不是軍方的」等口號。

### 望加錫
在望加錫，數百名來自各大學的學生於2025年2月21日發起示威，地點集中於南蘇拉威西省議會前。學生高舉標語，如「黑暗印尼，還我光明」、「教育不是交易商品」、「拒絕政府愚政」，並焚燒輪胎、演唱抗議歌曲。
學生聯盟要求當地議會公開反對中央政府的預算削減與教育政策，並拒絕國軍與警察干政。示威過程平和，警方未施加強制驅離。

## 各方反應

### 國內

#### 示威者
印尼大學（UI）經濟與商學院講師 Rizki Nauli Siregar 張貼了上方圖像的黑底版本，並支持其課堂上的學生參與抗議活動。加查馬達大學（UGM）社會與政治科學院講師 Subarsono 表示，政治示威是民主活力的象徵。同校講師 Muchtar Habibi 則認為，抗議運動應透過擴大群眾參與來加強聲勢。艾爾朗加大學教授 Henri Subiakto 認為，此次抗議不僅是即興行動，更是對印尼政治現況不滿的累積表現。他也贊同馬福特·MD所言，稱「印尼仍處於黑暗之中」。歷史學者 Andi Achdian 將此波示威視為對普拉博沃政府的震撼與警訊。洛基·格隆（Rocky Gerung）認為抗議並非僅是悲觀情緒的宣洩，而是對現實社會的真實反映。他也批評普拉博沃對抗議的回應不夠有力，並指出其過度讚揚佐科威顯示出不當依附關係。韓國男子偶像團體NCT的粉絲團 NCTzen 宣布聲援示威者，並透過群眾募資提供免費食物、飲水與醫療支援（見#雅加達段落）。另一團體Super Junior的粉絲團亦表達相同支持。

#### 政府

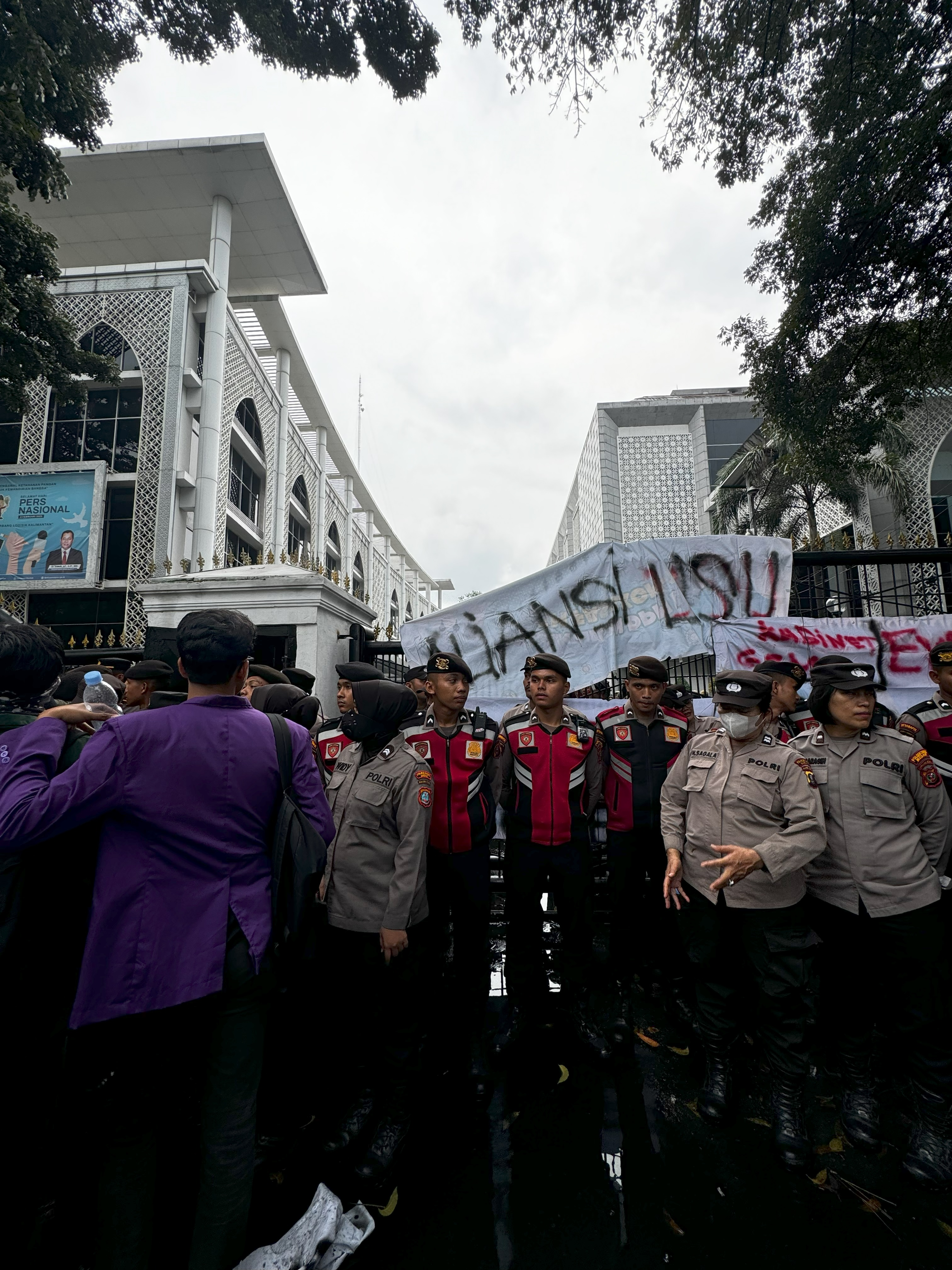
警方在棉蘭市議會前戒備

總統府通訊辦公室主任哈山·納斯比在抗議期間表示，大學撥款、印尼聰明卡（KIP）及獎學金預算將不會被削減。國家祕書處部長 Prasetyo Hadi 表示，「印尼並不如標語所言的黑暗」，並呼籲學生保持樂觀。副高等教育、科學及技術部部長 Fauzan 呼籲學生提升自身智識與批判能力。總統府發言人 Adita Erawati 表示，政府已回應部分學生訴求，例如不會調漲學費與取消獎學金。另一位發言人 Ujang Komarudin 補充說，「印尼仍然光明」，強調政府未削減獎學金、未漲學費，並持續提供免費健康檢查。
人民協商會議（MPR）議長艾哈邁德·穆扎尼認為民眾反應過度，對抗議的效果抱持保留態度。副議長艾迪·蘇帕諾則鼓勵學生保持積極態度，稱「悲觀只會使國家陷入僵局」。眾議院（DPR）副議長 Adies Kadir 表示學生抗議是表達訴求的創意方式，是學生運動的特徵。國家經濟委員會（DEN）主席盧胡特·賓沙爾·潘查伊坦則針對 #IndonesiaGelap 標籤發表評論，認為印尼並未陷入黑暗，問題並非印尼，而是抗議者自身。他指出，即使印尼有缺陷，也與其他國家如美國類似，並非特殊情況。
鑒於全國性抗議恰逢2024年地方選舉後的地區首長就職典禮，印尼國家警察（Polri）呼籲學生勿於國家宮周邊示威或干擾儀式。眾議院副議長蘇夫米·達斯科·艾哈邁德表示，針對《國軍法》修正案的抗議乃民主社會中的正常現象。

#### 審查與鎮壓
政府的應對行動亦被指涉及審查與打壓，特別針對記者與創意產業從業者。據報導，印尼新浪潮音樂雙人組「Sukatani」因創作批評警方的歌曲而遭到恐嚇，並被迫錄製道歉影片。美國音樂評論家安東尼·范塔諾（Anthony Fantano）對此表達譴責，形容事態「令人擔憂」。國際特赦組織（Amnesty International）亦呼籲印尼國家警察（Polri）調查該恐嚇事件。在 X（前推特）平台上，流出一段影片顯示一名外籍記者遭警方以「無採訪許可」為由帶走。
2025年2月21日雅加達抗議後，亦發生數起針對記者的人肉搜索（doxing）事件，引發記者法律聯盟（Iwakum）譴責。CNN印尼 旗下的兩名記者因報導抗議活動遭社群人肉搜索，該媒體亦因發表兩則貶低抗議者的標題而遭輿論批評，並引發部分人呼籲抵制Trans Media相關媒體。失蹤者與暴力受害者調查委員會（KontraS）在費爾蒙酒店遭示威者突襲之後，聲稱辦公室遭到不明人士騷擾。副協調員 Andrie Yunus 表示，這些人士多次現身其辦公場所，且有三名成員接到恐嚇電話。
在《國軍法》修法正式通過前夕，國會大廈與其周邊被大批軍警包圍戒備。印尼多家媒體也通報遭到官員恐嚇。例如《Kompas.com》記者 Adhyasta Dirgantara 因質詢印尼國軍總司令關於塔拉根警局遭軍方攻擊事件，而遭總司令隨扈發出死亡威脅。
3月19日，位於雅加達帕默拉的《Tempo》辦公室收到一顆豬頭，針對記者 Francisca Christy Rosana 的恐嚇行動引發譴責。總編輯 Setri Yasra 稱該事件為「對新聞自由與記者的恐嚇」。隔日，《IDN Times》一名記者於國會外拍攝時遭警員試圖沒收其手機與機車鑰匙。截至3月26日，獨立記者聯盟（AJI）統計已有18位記者在《國軍法》抗議期間遭受暴力。3月27日，《Kompas.com》記者 Rega Almutada 在雅加達示威期間遭便衣人員搜身，另有兩名俄羅斯RT電視台記者被強迫關閉攝影機。
除了記者外，警方亦被指恐嚇現場醫護人員。雅加達法律援助機構（LBH Jakarta）指出：「施暴者未被懲處且打壓模式為系統性設計的一部分。」

#### 其他
部分網友發起將「#IndonesiaGelap」標籤翻譯成多種外語的行動，包括英語、法語、阿拉伯語、日語、中文，以及爪哇語等地方語言。演員兼歌手安加·尤南達（Angga Yunanda）在 X 平台發文支持抗議行動。
在 （「藝術家發聲」）標籤下，X 平台上的數位藝術家也紛紛創作圖像、漫畫與詩作聲援抗議者。隨著三月抗議升溫，街頭塗鴉藝術家也開始創作壁畫，批評政府政策，作為不參與遊行的另類表達方式。
Malaka Project 執行長 Ferry Irwandi 表示，這場抗議彰顯了「為讓印尼更好而生的愛與關切」。
資深社運人士 Faizal Assegaf 透過其 X 帳號全力支持抗議者，聲稱這是對「不公、傲慢、極權與恐嚇」的反抗，並高喊 （「打倒佐科威」）。他也回應盧胡特的發言，呼籲其停止威脅學生：「停止你的胡言亂語！」他隨後聲稱，若無蒂蒂克·蘇哈托出面，普拉博沃的總統任期將「毫無意義」。此言論遭到「愛普拉博沃運動」（Gerakan Cinta Prabowo, GCP）批評，稱其言論涉嫌煽動政變與叛國。
「努山塔拉青年論壇」（FPN）於2月20日前往首都警署與 Polri 總部，要求逮捕 Faizal Assegaf。
GCP 主席 Kurniawan 表示，學生抗議為合理訴求表達，但也提醒須防止被特定勢力滲透。他後來聲稱，此運動有企圖削弱普拉博沃與國家的政治圖謀，並批評 Faizal 言論可能導致國家不穩。觀察人士 Dony Endrassanto 則認為 Faizal 的言論傾向政變與叛國。
印尼勞工黨副主席 Rivaldi Haryo Seno 則譴責警方在抗議期間的過度鎮壓。納哈達圖爾·烏拉瑪（NU）執行理事會主席亞哈雅·喬利爾·斯塔古夫質問：「這場抗議的依據是什麼？這是新政府！」
印尼團結建設黨（Golkar）副秘書長 Sosialisman Hidayat Hasibuan 宣稱，抗議運動乃為施壓政府，阻撓逮捕哈斯托·克里斯提揚托（印尼鬥爭民主黨總秘書長）。該黨媒體發言人努魯·阿里芬表示，示威或可視為對政府的「警訊」，但強調應以建設性而非暴力方式表達訴求。馬福特·MD則表示，政府仍有許多「光明政策」，應予以尊重。印尼工商會主席阿尼迪亞·巴克里表示，在民主國家中，此類抗議實屬正常。前國營企業部秘書長賽伊德·迪杜表示不解，為何抗議聚焦於推翻普拉博沃，而非追究佐科威的責任，認為局勢惡化源於後者。政策觀察員 Gigin Praginanto 諷刺說，抗議主題應改為 （「印尼超級黑」）。演員傑弗里·尼科爾表示，他對2023年參與抗議感到後悔，當時受訪時無法記住任何一條法案條文。部分網友亦呼籲抵制支持政府的名人與品牌。國營企業如Pertamina（因涉嫌摻假油品而遭消費者同步抵制）及三家國營銀行亦遭抵制行動波及。
數名誤列入抵制名單的藝人後來出面澄清，表示自己並未參與政府計畫。

### 國際
國際非政府組織人權觀察於3月19日發表聲明，譴責印尼軍事法修正案的通過，認為此舉威脅印尼境內的人權保障。HRW 呼籲國會撤回該修法草案，因其將允許軍方擔任司法機關與國營企業的文職職位。
國際特赦組織（印尼代表也批評軍法修正案的通過，指出其立法過程中存在諸多不當之處。在此之前，國際特赦組織秘書長艾格妮絲·卡拉馬爾（Agnès Callamard）曾造訪印尼，評估該國人權狀況與日益增多的威權實踐。無國界記者組織（Reporters Without Borders，RSF）亞太辦公室主任 Cédric Alviani 也對印尼警方在示威期間對記者施暴表示譴責。
其他國際 NGO，如德國與比利時分會的基督徒反酷刑行動國際聯盟、阿拉干學生青年會議）、問責顧問組織、尼泊爾倡議論壇等，也共同發表聲明，譴責軍法修正案。聯合國人權捍衛者特別報告員瑪麗·勞勒（Mary Lawlor）對印尼政府在抗議期間對人權 NGO 的打壓表示關切。她呼籲印尼政府確保公民社會與人權工作者能不受壓迫地表達合法訴求。

## 影響
2025年2月18日的《Lentera》報紙電子版以學生抗議為頭版主題。截至2月18日，印尼盾匯率因抗議而下跌0.38%。然而到了2月21日，印尼盾回升0.10%。
為回應抗議行動，社群媒體上出現與「#IndonesiaGelap」對立的標籤「#IndonesiaCerah」（意為「印尼光明」），該標籤起源於 Instagram 帳號「benpro.tv」。
Citra Institute 高級研究員 Efriza 預測，時任高等教育、科學及技術部長薩特里奧·布羅佐諾戈羅將因學生抗議而遭撤換。該預測隨即獲得證實，2月19日布羅佐諾戈羅遭撤職。洛基·格隆（Rocky Gerung）則要求政府說明撤換布羅佐諾戈羅的原因，並指出學生運動早在數月前便已與多位專家合作策劃。
2025年3月21日，印尼大學法學院七名學生向印尼憲法法院申請對《國軍法》修法提出司法審查，稱該立法過程存在「違憲」與「倉促」問題。不久後，公民社會聯盟（Koalisi Masyarakat Sipil）也表示將提出實質審查申請。

### 股災

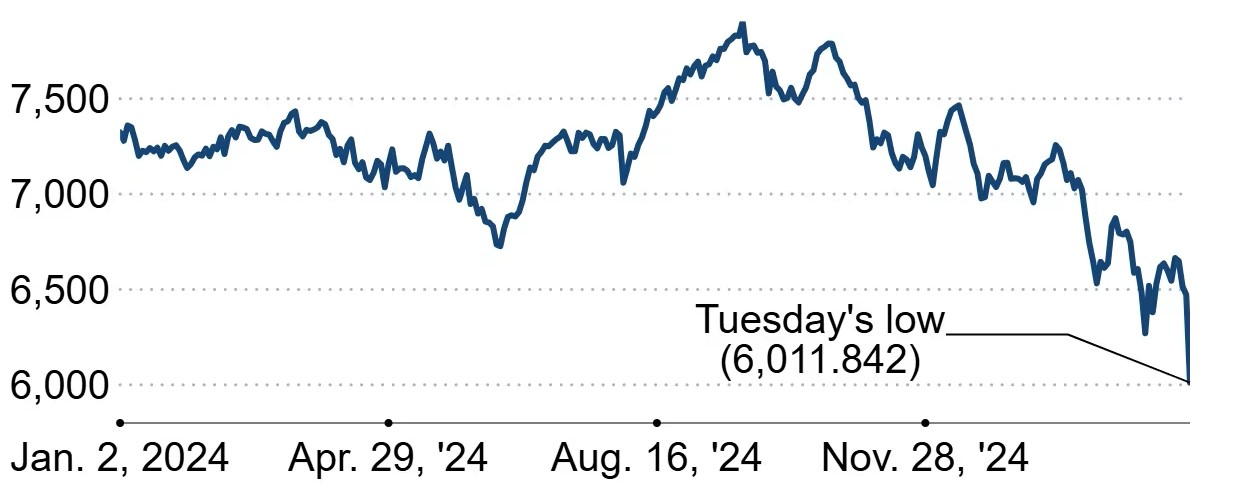
2025年3月18日印尼證券交易所綜合指數於上午9:37左右收盤情況

2025年3月，印尼金融市場遭遇重創，雅加達綜合指數單日暴跌超過7%。此一急劇下跌發生於3月18日，是自2011年以來最大單日跌幅。當天上午9:37左右，指數下挫6.146%，觸發自動暫停交易30分鐘的機制。恢復交易後，指數仍持續下跌，最大跌幅達7.1%。科技與製造業股價損失最為慘重。印尼數據中心龍頭 DCI Indonesia 股價重挫約20%，跌至每股115,800印尼盾（約7美元）；能源與化工巨頭 Chandra Asri Pacific 當日股價亦下跌近19%。
此次暴跌反映出投資者信心危機，肇因除宏觀經濟不確定性與普拉博沃政府的財政政策外，政治情勢亦被視為關鍵因素之一。儘管多數分析認為主因為宏觀與財政政策，但部分輿論亦指出《國軍法》修正案影響市場信心。
根據《Tempo》報導，CELIOS 經濟學家 Nailul Huda 指出，JCI 自3月14日以來已持續下跌，《國軍法》修正案正是觸發因素之一，因其擴大軍方干預民間與經濟領域，引發法治與任人唯賢制度的疑慮。例子包括一名現役軍官被任命為國營物流公司 Bulog董事長，引發商界對軍方干政的擔憂。眾議院第一委員會副主席布迪·吉萬多諾則否認軍法修正案為股災主因，強調草案中並未明文規定現役軍人可進入國營企業任職。但經濟學家威賈延托·薩米林列出五大股災原因，其中之一即為軍法修正案所引發的「ABRI雙重職能」回歸疑慮，顯示即使只是市場感知，也可能對投資信心產生重大影響。
面對危機，金融服務管理局（OJK）緊急允許上市公司無需股東大會即可回購股份，以穩定市場信心。同時，印尼中央銀行也介入外匯市場，透過利率工具與外匯儲備穩定印尼盾。雖然這些措施暫時減緩資本外流，但無法根本解決對財政路線與政治穩定的深層疑慮。

## 註解
1. ↑  抗議遍及印尼各城市，包括班達亞齊、棉蘭、巴東、丹戎檳榔、明古魯市、巨港、邦加檳港、楠榜市、雅加達、萬隆、塔西卡馬拉雅、英德拉馬尤、芝拉扎、普沃克托、三寶瓏、日惹、古都士、梭羅、格迪里市、拉莫岸縣、泗水、馬朗、邦多梭縣、登巴薩、馬塔蘭市、古邦、坤甸、班加馬辛、巴厘巴板、三馬林達、望加錫、肯達里、馬納多、安汶、瓦梅納與帕尼艾，並有美國、澳洲與德國發起聲援抗議。

## 來源
1. 1 2  . tempo.co. 2025-03-11  [2025-03-28]. （原始内容存档于2025-04-16） （印度尼西亚语）.
2. ↑  @logos_id.  (推文). 2025年3月19日 –Twitter.
3. ↑  . tempo.co.   [2025-03-28]. （原始内容存档于2025-04-30）.
4. 1 2  . tempo.co.   [2025-03-20]. （原始内容存档于2025-03-22）.
5. ↑  . 2025-02-20  [2025-03-22].
6. ↑  . news.republika.co.id.
7. 1 2 3 4  . news.detik.com.   [2025-03-28]. （原始内容存档于2025-04-02）.
8. ↑  . tirto.id.
9. ↑  . idntimes.com.   [2025-03-28]. （原始内容存档于2025-03-29）.
10. ↑  . poskota.co.id.   [2025-03-28]. （原始内容存档于2025-04-20）.
11. ↑  . idntimes.com.   [2025-03-28]. （原始内容存档于2025-03-29）.
12. ↑  . poskota.co.id.   [2025-03-28]. （原始内容存档于2025-04-20）.
13. ↑  . idntimes.com.   [2025-03-28]. （原始内容存档于2025-03-28）.
14. ↑  . liputan6.com.   [2025-03-28]. （原始内容存档于2025-04-20）.
15. ↑  . jakartapost.com.   [2025-03-28]. （原始内容存档于2025-02-17）.
16. ↑  . beautynesia.id.
17. ↑  . sultra.tribunnews.com.   [2025-03-28]. （原始内容存档于2025-04-18）.
18. ↑  . tempo.co.   [2025-03-28]. （原始内容存档于2025-04-30）.
19. ↑  . joglosemarnews.com.   [2025-03-28]. （原始内容存档于2025-04-18）.
20. ↑  . tempo.co.   [2025-03-28]. （原始内容存档于2025-03-27）.
21. ↑  . suara.com.
22. ↑  . tempo.co.   [2025-03-28]. （原始内容存档于2025-03-18）.
23. ↑  . cnnindonesia.com.   [2025-03-28]. （原始内容存档于2025-03-29）.
24. ↑  . kompas.com.   [2025-03-28]. （原始内容存档于2025-03-22）.
25. ↑  . kompas.com.   [2025-03-28]. （原始内容存档于2025-03-18）.
26. ↑  . kompas.com.   [2025-03-28]. （原始内容存档于2025-03-19）.
27. ↑  . kompas.com.   [2025-03-28]. （原始内容存档于2025-03-23）.
28. ↑  . cnnindonesia.com.   [2025-03-28]. （原始内容存档于2025-03-28）.
29. ↑  . kompas.tv.   [2025-03-28]. （原始内容存档于2025-03-28）.
30. ↑  . gelora.co.   [2025-03-20].
31. ↑  . radarbanyuwangi.jawapos.com.   [2025-03-28]. （原始内容存档于2025-04-20）.
32. ↑  . liputan6.com.   [2025-03-28]. （原始内容存档于2025-02-19）.
33. 1 2  . news.detik.com.   [2025-02-17].[]
34. ↑  Prodjo, Wahyu Adityo. . KOMPAS.com. 2025-03-19  [2025-03-20].
35. ↑  gusti.grehenson. . Universitas Gadjah Mada. 2025-03-19  [2025-03-20]. （原始内容存档于2025-04-07）.
36. ↑  .   [2025-03-20]. （原始内容存档于2025-03-26） –metrotvnews.com.
37. ↑  hidayat.salam@kompas.id, Hidayat Salam-. . Kompas.id. 2025-03-19  [2025-03-20].
38. ↑  . tirto.id.   [2025-03-28]. （原始内容存档于2025-03-18）.
39. ↑  . detik.com.   [2025-03-28]. （原始内容存档于2025-03-18）.
40. ↑  . detik.com.   [2025-03-28]. （原始内容存档于2025-03-18）.
41. ↑  . ayoindonesia.com.
42. ↑  . suara.com.   [2025-03-28]. （原始内容存档于2025-03-28）.
43. ↑  . detik.com.   [2025-03-28]. （原始内容存档于2025-03-18）.
44. ↑  Juno. . 2025-02-21  [2025-03-24].
45. ↑  Pribadi Wicaksono; Nabiila Azzahra; Yuni Rohmawati; Alif Ilham Fajriadi. . Tempo. 2025-02-22  [2025-03-28]. （原始内容存档于2025-04-26）.
46. ↑  . tvonenews.com.
47. ↑  . jogja.tribunnews.com.   [2025-03-28]. （原始内容存档于2025-03-18）.
48. ↑  . cnnindonesia.com.   [2025-03-28]. （原始内容存档于2025-03-26）.
49. ↑  Juno. . Jogja. 2025-02-21  [2025-03-25].
50. ↑  Maharani, Shinta. . Tempo. 2025-03-11  [2025-03-25]. （原始内容存档于2025-03-26）.
51. 1 2  Muhid, Hendrik Khoirul. . Tempo. 2025-03-24  [2025-03-25].
52. ↑  Wisang Seto Pangaribowo, Gloria Setyvani. . Kompas. 2025-03-20  [2025-03-25]. （原始内容存档于2025-03-26）.
53. ↑  Rinepta, Adji G. . Detik. 2025-03-21  [2025-03-25]. （原始内容存档于2025-03-28）.
54. ↑  Putra, Andi Hartik. . Kompas. 2025-02-21  [2025-03-25].
55. ↑  . tvonenews.com.
56. ↑  . Kompas.
57. ↑  . suarasurabaya.net.
58. ↑  . tvonenews.com.
59. ↑  . jatimnetwork.com.
60. ↑  . suara.com.
61. ↑  . Tribun Jateng.
62. ↑  . makassar.terkini.id.
63. ↑  . suara.com.   [2025-02-19].
64. ↑  . detik.com.   [2025-02-19]. （原始内容存档于2025-03-18）.
65. ↑  . tempo.co.   [2025-02-21]. （原始内容存档于2025-03-28）.
66. ↑  . fajar.co.id.   [2025-02-20]. （原始内容存档于2025-03-28）.
67. ↑  . fajar.co.id.   [2025-02-21]. （原始内容存档于2025-03-28）.
68. ↑  . bbc.com.   [2025-02-21]. （原始内容存档于2025-03-28）.
69. ↑  . tribunnews.com.   [2025-02-21].
70. ↑  . suara.com.   [2025-02-28].
71. ↑  . diskursusnetwork.com.   [2025-02-18]. （原始内容存档于2025-04-16）.
72. 1 2  . liputan6.com.   [2025-02-20]. （原始内容存档于2025-02-20）.
73. ↑  . kumparan.com.   [2025-02-18]. （原始内容存档于2025-04-07）.
74. ↑  . merdeka.com.   [2025-02-18]. （原始内容存档于2025-03-18）.
75. ↑  . halosemarang.id.   [2025-02-18].
76. ↑  . tirto.id.   [2025-02-18]. （原始内容存档于2025-02-18）.
77. ↑  . kompas.com.   [2025-02-20]. （原始内容存档于2025-03-18）.
78. ↑  . cnnindonesia.com.   [2025-02-18]. （原始内容存档于2025-02-18）.
79. ↑  . jpnn.com.   [2025-02-20].
80. ↑  . kompas.com.   [2025-02-18]. （原始内容存档于2025-03-18）.
81. ↑   [盧胡特回應「印尼黑暗」：黑暗的是你，不是印尼]. CNN Indonesia. 2025-02-19  [2025-03-31]. （原始内容存档于2025-02-20）.
82. ↑  Bayu Nugraha; Foe Peace Simbolon. . www.viva.co.id. 2025-02-20  [2025-02-20]. （原始内容存档于2025-02-20）.
83. ↑  . SINDOnews.   [2025-02-20]. （原始内容存档于2025-04-04）.
84. ↑  . Wartakotalive.com.   [2025-02-20]. （原始内容存档于2025-02-21）.
85. ↑  . kompas.com.   [2025-03-20]. （原始内容存档于2025-03-22）.
86. ↑  . CNN Indonesia.   [2025-02-21]. （原始内容存档于2025-03-18）.
87. ↑  . Indopop.   [2025-02-21]. （原始内容存档于2025-02-24）.
88. ↑  . sindonews.com.   [2025-02-22].
89. ↑  @RadioElshinta.  (推文). 2025年2月20日 –Twitter.
90. ↑  . jpnn.com.   [2025-02-22]. （原始内容存档于2025-02-22）.
91. ↑  . tempo.co. 2025-02-25  [2025-03-02]. （原始内容存档于2025-03-18）.
92. ↑  . kompas.com.   [2025-03-18]. （原始内容存档于2025-03-26）.
93. ↑  . tempo.co. 2025-03-20  [2025-03-20]. （原始内容存档于2025-03-23）.
94. ↑  . kompas.com. 2025-02-27  [2025-03-21].
95. ↑  . kompas.tv. 2025-03-20  [2025-03-20].
96. ↑  Arista, Marcheilla. . IDN Times. 2025-03-20  [2025-03-21]. （原始内容存档于2025-03-28）.
97. ↑  . cnnindonesia.com.   [2025-03-26]. （原始内容存档于2025-03-28）.
98. ↑  . megapolitan.kompas.com.   [2025-03-28].
99. ↑  . tempo.co.   [2025-03-30].
100. ↑  . suara.com.   [2025-02-18].
101. ↑  . tirto.id.   [2025-02-19]. （原始内容存档于2025-03-18）.
102. ↑  . liputan6.com.   [2025-03-28].
103. ↑  . kompas.tv.   [2025-02-21].
104. ↑  . fajar.co.id.   [2025-02-20]. （原始内容存档于2025-03-28）.
105. ↑  . wartakota.tribunnews.com.   [2025-02-20].
106. 1 2  . jpnn.com.   [2025-02-20]. （原始内容存档于2025-04-16）.
107. ↑  . ceritakita.viva.co.id.   [2025-02-20]. （原始内容存档于2025-03-28）.
108. ↑  .   [2025-03-29].
109. ↑  . kompas.com.   [2025-02-19]. （原始内容存档于2025-02-19）.
110. ↑  . sorong.tribunnews.com.   [2025-02-19]. （原始内容存档于2025-03-18）.
111. ↑  . tribunnews.com.   [2025-02-20]. （原始内容存档于2025-03-18）.
112. ↑  . liputan6.com.   [2025-02-20]. （原始内容存档于2025-02-20）.
113. ↑  . antaranews.com.   [2025-02-20]. （原始内容存档于2025-04-16）.
114. ↑  . viva.co.id.   [2025-02-19].
115. ↑  . fajar.co.id.   [2025-02-20].
116. ↑  . eramuslim.com.   [2025-02-20]. （原始内容存档于2025-04-16）.
117. ↑  . akurat.co.   [2025-03-28]. （原始内容存档于2025-04-02）.
118. ↑  Mardiansyah, Diki. . Kontan.   [2025-03-24]. （原始内容存档于2025-04-05）.
119. ↑  . kompas.com.   [2025-03-21]. （原始内容存档于2025-03-26）.
120. ↑  . sindonews.com.   [2025-03-21].
121. ↑  . kompas.com.   [2025-03-26]. （原始内容存档于2025-03-24）.
122. ↑  . Human Rights Watch. 2025-03-19  [2025-03-20]. （原始内容存档于2025-05-06）.
123. ↑  . investortrust.id. 2025-03-17  [2025-03-21]. （原始内容存档于2025-03-26）.
124. ↑  . Amnesty International. 2025-03-07  [2025-03-21]. （原始内容存档于2025-04-04）.
125. ↑  . rsf.org.   [2025-03-28].
126. ↑  @KontraSupdates.  (推文). 2025年3月20日 –Twitter.
127. ↑  @MaryLawlorhrds.  (推文). 2025年3月26日 –Twitter.
128. ↑  . lenteratoday.com.   [2025-02-18].
129. ↑  . rmol.id.   [2025-02-18].
130. ↑  . jawapos.com.   [2025-02-21]. （原始内容存档于2025-02-21）.
131. ↑  . poskota.co.id.   [2025-02-19].
132. ↑  . jpnn.com.   [2025-02-19].
133. ↑  . KOMPAS.com. 2025-02-19  [2025-02-19]. （原始内容存档于2025-02-19） （印度尼西亚语）.
134. ↑  Permana, Rakhmad Hidayatulloh. . detiknews.   [2025-02-19] （印度尼西亚语）.
135. ↑  . citizen.riau24.com.   [2025-02-20].
136. ↑  . tempo.co.   [2025-03-21].
137. ↑  . tribunnews.com.   [2025-03-28].
138. ↑  Novalius, Feby. . Okezone. 2025-03-18  [2025-03-27]. （原始内容存档于2025-04-06）.
139. ↑  Nova, Redazione Agenzia. . Agenzia Nova. 2025-03-18  [2025-03-27]. （原始内容存档于2025-03-28）.
140. ↑  Mariska, Diana; Lakshmi, A. Anantha. . Financial Times. 2025-03-18  [2025-03-27].
141. ↑  Hadi, Aditya. . The Jakarta Post. 2025-03-18  [2025-03-27].
142. ↑  . Tempo. 2025-03-18  [2025-03-27]. （原始内容存档于2025-03-28）.
143. ↑  Scholastica, Clara Anna. . Inilah. 2025-03-20  [2025-03-29].
144. ↑  Shafira, Monique Handa. . Beritasatu. 2025-03-19  [2025-03-29].
145. ↑  . CNN Indonesia.   [2025-03-27]. （原始内容存档于2025-03-22） （印度尼西亚语）.
146. ↑  Sulaiman, Stefanno; Suroyo, Gayatri. . Reuters. 2025-03-19  [2025-03-29].

## 外部連結
- Change.org：拒絕國軍法修正案連署
- 官方行動網站（由BEM聯盟架設）